# 국제 목재과학 한림원
국제 목재과학 한림원 (International Academy of Wood Science, IAWS) 은 목재과학 및 목재 관련 기술분야에서 국제적으로 탁월한 업적을 인정받은 목재과학자들의 비영리 국제적인 한림원이다.
현재 회장은 그리스 출신으로 캐나다 UBC 대학의 스타브로스 아브라미디스 교수가 2023년6월부터 제19대 회장으로 일하고 있다. 부회장으로 선출된 스위스 취리히 ETH의 인고 부르게르트 교수가3년 후 20대 회장직을 맡는다.

## 역사
IAWS는 1966년6월2일 프랑스 파리 Centre Technique du Bois에서 창립됐다. IAWS의 발전과 창립에는 많은 학자들이 관여했다. 특히 IAWS 창립 아이디어를 처음으로 구상하고 실현에 옮긴 학자는 독일 뮌헨대 목재학 연구소의 Franz Kollmann교수였다. 그는 IAWS의 초대 회장으로 선출되어 1966-1972년까지 봉직 했다.

## 목적
IAWS는 1) 목재과학분야에서 탁월한 업적을 기리기 위한 징표로 펠로우를 선출하여 이들의 목재 과학자로서의 공적을 인정함으로써, 2) 수준 높은 연구와 논문발표를 증진시켜, 국제적 차원에서 목재과학의 통합적 발전을 증진시키는데 그 목적이 있다. IAWS는 또한, 매년 업무회의와 분과회의를 포함하는 연차 회의를 국제적 과학회의 형태로 개최한다.
펠로우(Fellow: 석학회원)는 넓은 의미에서 목재과학 연구에 능동적으로 종사하고 있는 목재과학자 중에서 선출한다. 펠로우의 선출은 과학적 업적이 탁월한 것임을 의미한다. 신임 펠로우는 기존 펠로우가 지명하여 전체 펠로우의 직접 선거에 부친다. 집행위원회는 선거 결과를 바탕으로 당해 연도의 펠로우 선정을 결정한다.
IAWS펠로우의 임무는 다음과 같다:
- 수준 높은 목재과학 및 기술의 증진,
- 국내 및 국제회의에서 목재과학 연구 발표,
- 정부, 의회, 산업체, 언론 등에 목재과학 연구와 목재과학의 중요성 환기 촉구,
- IAWS 발행 블레틴을 통한 연구 결과의 발표 및 홍보.

## 집행위원회
IAWS회무는 집행위원회가 담당한다. 집해위원회는 회장, 부회장, 사무총장, 재무간사, 전임 회장 , Bulletin편집책임자 및 학술위원장으로구성된다. 현재 집행위원회 구성은 다음과 같다.
- 회장: 스타브로스 아바르미디스, 캐나다 브리티시 컬럼비아 대학 교수,
- 부회장: 인고 부르게르트, 스위스 취리히 공대 교수,
- 총무간사: 루퍼르트 비머, 오스트리아 비엔나 자연자원 및 생명과학대 교수,
- 재무간사: 하워드 로센 박사, 미국 미농무성 산림청 임산물연구소,
- 전임회장: 김윤수, 대한민국 전남대학교 임산공학과 명예교수,
- 학술위원장:  카타리나 쿠퍼, 슬로베니아 뤼빌니아나 대학 목재과학 및 기술학과 교수

## 간행물
- Wood Science and Technology (Springer출판사)[8]
- IAWS Bulletin[9]